# Stefan Pastusiak
Stefan Pastusiak (ur. 8 stycznia 1920 w Rogóźnie, zm. 1976) – polski tokarz, poseł na Sejm PRL IV i V kadencji.

## Życiorys
Syn Jana. Uzyskał wykształcenie średnie, z zawodu tokarz. W 1946 wstąpił do Polskiej Partii Robotniczej, w której w latach 1947–1948 pełnił funkcję I sekretarza Komitetu Powiatowego w Bolesławcu. W latach 1948–1949 słuchacz w Centralnej Szkole Partyjnej w Łodzi. W tym czasie wraz z PPR przystąpił do Polskiej Zjednoczonej Partii Robotniczej, w której początkowo pełnił funkcje I sekretarza KP w Miliczu (1949–1950), członka Komitetu Wojewódzkiego we Wrocławiu (1950–1953) oraz zastępcy kierownika Wydziału Propagandy KW we Wrocławiu (1950–1952). W 1952 został słuchaczem Szkoły Partyjnej przy KC PZPR w Warszawie. Potem w partii pełnił funkcje członka KW we Wrocławiu (1954–1971, w tym od 1965 egzekutywy) oraz I sekretarza KP w Dzierżoniowie (1955–1960). W okresie 1960–1972 przewodniczył Wojewódzkiej Komisji Związków Zawodowych we Wrocławiu. W 1965 i 1969 uzyskiwał mandat posła na Sejm PRL w okręgach kolejno Ząbkowice Śląskie oraz Wałbrzych. Przez dwie kadencje pełnił funkcję zastępcy przewodniczącego Komisji Handlu Wewnętrznego, ponadto zasiadał w Komisji Zdrowia i Kultury Fizycznej.

## Odznaczenia
- Krzyż Oficerski Orderu Odrodzenia Polski
- Krzyż Kawalerski Order Odrodzenia Polski
- Złoty Krzyż Zasługi
- Odznaka 1000-lecia Państwa Polskiego (1966)[2]